# Frederiksværkkredsen
Frederiksværkkredsen var i 1920-2006 en opstillingskreds i Frederiksborg Amtskreds. Kredsen blev nedlagt i 2007. Området indgår herefter i andre opstillingskredse i Nordsjællands Storkreds. Det var en valgkreds til Folketinget fra 1849 til 1920.
Den 8. februar 2005 var der 67.065 stemmeberettigede vælgere i kredsen.

## Valgkreds 1849-1920
Kredsen blev oprettet i 1849 som en af 100 enkeltmandsvalgkredse til Folketinget. Det officielle navn var Frederiksborg Amts 4. Valgkreds. Ved oprettelsen bestod kredsen af følgende områder:
- Helsinge Sogn, Valby Sogn (Helsinge-Valby Kommune)
- Vejby Sogn, Tibirke Sogn (Vejby-Tibirke Kommune)
- Ramløse Sogn, Annise Sogn (Ramløse-Annise Kommune)
- Blistrup Sogn (Blistrup Kommune)
- Torup Sogn (Torup Kommune) (navnet ændret til Hundested Kommune i 1962)
- Melby Sogn (Melby Kommune)
- Kregome Sogn, Vinderød Sogn (Kregome-Vinderød Kommune) (navnet ændret til Kregme Sogn/Kregme-Vinderød Kommune i 1929)
- Frederiksværk Sogn (Frederiksværk Handelsplads, Frederiksværk købstad fra 1907)
- Lille Lyngby Sogn, Ølsted Sogn (Lille Lyngby-Ølsted Kommune, delt i Lille Lyngby Kommune og Ølsted Kommune i 1880)
- Skævinge Sogn, Gørløse Sogn (Skævinge-Gørløse Kommune)
- Strø Sogn (Strø Kommune)

Valgkredsens valgsted var i Frederiksværk.
Kredsen blev udvidet i 1918, da følgende kommuner blev overflyttet til Frederiksværkkredsen fra Frederikssundkredsen, som blev nedlagt:
- Skuldeled-Selsø Kommune (Skuldelev Sogn og Selsø Sogn)
- Ferslev-Vellerup Kommune (Ferslev Sogn og Vellerup Sogn)
- Skibby Kommune (1842-1966)) (Skibby Sogn)
- Kyndby-Krogstrup Kommune (Kyndby Sogn og Krogstrup Sogn)
- Gerlev-Dråby Kommune (Gerlev Sogn og Dråby Sogn)
- Ovrø Kommune (Orø Sogn)

### Folketingsmedlemmer valgt i Frederiksværkkredsen
De anførte kildehenvisninger i parentes henviser til bind og sidetal i værket Rigsdagens medlemmer gennem hundrede aar 1848-1948.
- J.N. Madvig 4. december 1849 — 27. maj 1853 (II, s. 40-41)
- Jens Nielsen 27. maj 1853 — 14. juni 1855 (II, s. 85)
- Nicolai Tuxen 14. juni 1855 — 14. juni 1858 (II, s. 250)
- Jens Nielsen (igen) 14. juni 1858 — 7. juni 1864 (II, s. 85)
- Rudolf Varberg 7. juni 1864 — 4. juni 1866 (II, s. 258)
- Jens Nielsen (igen) 4. juni 1866 — 12. oktober 1866 (II, s. 85)
- Anders Christensen 12. oktober 1866 — 20. september 1872 (I, s. 89-90)
- P.E. Olsen 20. september 1872 — 25. april 1876 (II, s. 106-107)
- Ole Larsen 25. april 1876 — 3. januar 1879 (II, s. 10)
- H.C. Holch 3. januar 1879 — 20. april 1892 (I, s. 217)
- Hans Jørgensen 20. april 1892 — 5. april 1898 (I, s. 277)
- H.A. Doose 5. april 1898 — 29. maj 1906) (I, s. 126)
- Hans Parkov 29. maj 1906 — 20. maj 1913 (II, s. 114)
- Niels Petersen 20. maj 1913 — 21. april 1920 (II, s. 132)

## Valgsteder i 2005
Kredsen rummede i 2005 flg. kommuner og valgsteder:

(efter kommunens navn er nævnt hvilken valgkreds kommunen indgår i pr. 1. januar 2007)
1. Frederikssund Kommune → Frederikssundkredsen
  1. Bymidten
  2. Græse
  3. Græse Bakkeby
  4. Marienlystskolen
  5. Oppe Sundby Skole
  6. Store Rørbæk
2. Frederiksværk Kommune → Frederikssundkredsen
  1. Frederiksværk
  2. Kregme
  3. Melby
  4. Vinderød
  5. Ølsted
3. Helsinge Kommune → Hillerødkredsen
  1. Annisse
  2. Helsinge
  3. Mårum
  4. Ramløse
  5. Tibirke
  6. Valby
  7. Vejby
4. Hundested Kommune → Frederikssundkredsen
  1. Hundested
5. Jægerspris Kommune → Frederikssundkredsen
  1. Gerlev
  2. Jægerspris
  3. Krogstrup
  4. Skoven
6. Skibby Kommune → Frederikssundkredsen
  1. Skibby
7. Skævinge Kommune → Hillerødkredsen
  1. Gørløse
  2. Lille Lyngby
  3. Skævinge
  4. Strø